# Limnophora patagonica
Limnophora patagonica är en tvåvingeart som beskrevs av Malloch 1934. Limnophora patagonica ingår i släktet Limnophora och familjen husflugor. Inga underarter finns listade i Catalogue of Life.